# Jan Nepomuk Kapras
Jan Nepomuk Kapras (25. května 1847, Řehoty na Novobydžovsku – 15. června 1931, Nový Bydžov) byl český pedagog, komeniolog, psycholog a filozof.

## Život
V roce 1868 absolvoval gymnázium v Hradci Králové, krátkou dobu byl novicem v břevnovském benediktinském klášteře (odtud řádové jméno), 1875 promoval na FF UK z učitelství matematiky, fyziky a propedeutiky, 1874–1875 profesor na gymnáziu v Hradci Králové, 1875–1876 v Jičíně, 1876–1902 v Brně. Ke stáru oslepl, dožil v kruhu rodinném.

## Filozofie
Byl českým průkopníkem experimentální psychologie, zajímal se o vývojovou psychologii, problémy vzniku řeči, fyziologie řeči a otázky dětské psychopatologie. Jako první u nás publikoval výsledky pozorování psychického vývoje svého syna (budoucího právníka a politika Jana Kaprase) v raném dětství. Jako pedagog měl blízko k dílu J.A. Komenského, část jej přeložil z latiny. Svou rozsáhlou publikační činností ovlivnil psychologické a částečně i filozofické myšlení na přelomu 19. a 20. století. V oblasti filozofie byly středem jeho zájmu filozofické otázky psychologie.

## Literární odkaz
- Kantovy kategorie ze stanoviska filosofického realismu, 1876
- Počátky duševního života lidského, 1883
- Řeč mateřská orgánem školy obecné a znakem národnosti, 1883
- Psychofysické základy mluvy lidské, 1884
- Duševěda zkušebná pro střední školy, 1884 (první česká moderní učebnice psychologie)
- Spiritismus, 1885 (polemika proti tomuto nevědeckému učení)
- Paměť, 1885
- Sebrané rozpravy psychologické, 1888
- Stručný nástin Jana Amose Komenského dušesloví, 1892
- Jana Amose Komenského myšlénky psychologické, 1892
- Nástin filosofie J. A. Komenského, 1894
- J. A. Komenského krátký výklad fyziky